# Евергем
Евергем (хол. Evergem) је општина у Белгији у региону Фландрија у покрајини Источна Фландрија. Према процени из 2007. у општини је живело 32.373 становника.

## Становништво
Према процени, у општини је 1. јануара 2015. живело 34.485 становника.
| 1984. | 2000. | 2010. | 2015. |
| ----- | ----- | ----- | ----- |
| 29363 | 31155 | 33112 | 34485 |